# Tectònica de plaques

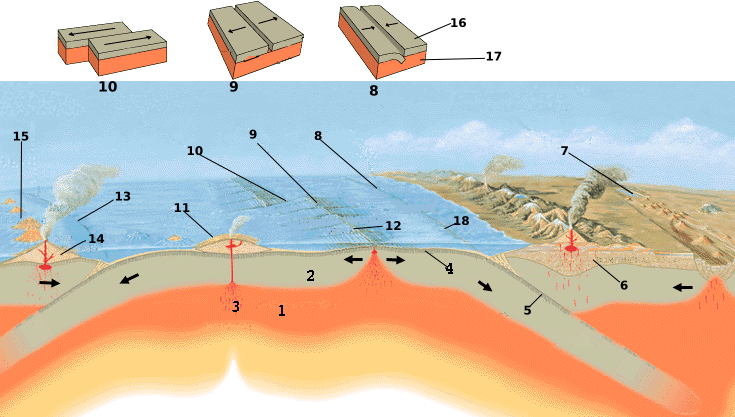
Esquema general de diferents tipus de vulcanisme associat al moviment de les plaques tectòniques
1-Astenosfera; 2-Litosfera; 3-Punt calent; 4-Escorça oceànica; 5-Placa de subducció; 6-Escorça continental; 7-Rift continental; 8-Marges de les plaques convergents; 9-Marges de les plaques divergents; 10-Falla transformant; 11-Volcà d'escut; 12-Dorsal oceànica; 13-Fossa marina; 14-Estratovolcà; 15-Arc insular; 16-Litosfera; 17-Astenosfera; 18-Fossa

La tectònica de plaques (del grec τεκτονικός, tektonikós, que significa 'relacionat amb la construcció') és una teoria geològica que explica la forma en què s'ha format la litosfera, és a dir, la part superior més freda i rígida de la Terra. La teoria dona una explicació a l'existència de les plaques que formen la superfície de la Terra i als desplaçaments que s'observen entre elles en el seu moviment sobre el mantell terrestre fluid. Aquesta teoria també descriu com es desplacen les plaques, en quina direcció i com interaccionen.
Les plaques tectòniques es desplacen unes respecte a altres amb velocitats d'aproximadament 2,5 cm/any, que és aproximadament la velocitat amb què creixen les ungles de les mans. Ja que es mouen sobre la superfície finita de la Terra, les plaques interaccionen unes amb les altres al llarg de les seves fronteres o límits provocant intenses deformacions a l'escorça i a la litosfera de la Terra, el que ha donat lloc a la formació de grans cadenes muntanyoses (per exemple, els Andes i els Alps) i grans sistemes de falles associades amb aquestes (per exemple, la falla de San Andrés). Altres fenòmens associats són la creació de volcans, especialment en el cinturó de foc del Pacífic, i les fosses oceàniques.

## Origen de les plaques tectòniques
Es pensa que l'origen de les plaques es deu a corrents de convecció a l'interior del mantell que fragmenten la litosfera. Els corrents de convecció són patrons circulatoris que es presenten en fluids que s'escalfen en la seva base. En escalfar-se la part inferior del fluid, es dilata i aquest canvi de densitat produeix una força de flotació que fa que el fluid calent pugi cap a la superfície. En arribar a dalt es refreda i descendeix, i un cop a la part inferior es torna a escalfar, establint-se un moviment circular autònom; això succeeix en una escala de temps de milers i milions d'anys. En el cas de la Terra se sap, a partir d'estudis de reajustament glacial, que l'astenosfera es comporta com un fluid, i es creu que la font de calor és el nucli terrestre que, s'estima, té una temperatura de 4500 °C. D'aquesta manera, els corrents de convecció en l'interior del planeta contribueixen a alliberar la calor original emmagatzemada, energia adquirida durant la formació de la Terra.
Així, en zones on dues plaques es mouen en direccions oposades –com és el cas de la placa africana i la nord-americana, que se separen al llarg de la serralada de l'Atlàntic–, els corrents de convecció formen un nou fons oceànic, calent i flotant; com a conseqüència, s'han format les serralades meso-oceàniques que són centres de dispersió. Quan s'allunyen dels centres de dispersió les plaques es refreden, es tornen més denses i s'enfonsen en el mantell al llarg de zones de subducció on el material de la litosfera es fon i es recicla.
Una analogia sovint emprada per descriure el moviment de les plaques és que aquestes "floten" sobre l'astenosfera com el gel sobre l'aigua. Tanmateix, aquesta analogia és parcialment vàlida, ja que les plaques tendeixen a enfonsar-se en el mantell com ja s'ha comentat.

## Perspectiva històrica
La tectònica de plaques té el seu origen en dues teories que la van precedir: 
- La deriva dels continents.
- La teoria de l'expansió del fons oceànic.

### La deriva dels continents
Aquesta primera teoria va ser proposada per Alfred Wegener a començaments del segle xx. Volia explicar el fet que els contorns dels continents s'acoblen entre si com un trencaclosques i que aquests tenen unes històries geològiques comunes. Això suggereix que els continents van estar units en el passat formant un supercontinent anomenat Pangea el qual es va fragmentar durant el període Permià tot originant els actuals continents. Aquesta teoria va ser rebuda amb escepticisme i eventualment va ser rebutjada perquè el mecanisme de fragmentació no podia generar les forces necessàries per desplaçar les masses continentals. Les plaques es mouen i causen terratrèmols.

La transformació de Pangea en els diferents continents

El 1915, Alfred Wegener va presentar arguments seriosos a favor de la idea a la primera edició de L'origen dels Continents i Oceans. En aquest llibre, va assenyalar que la forma de la costa est d'Amèrica del Sud i la costa oest d'Àfrica semblava com si una vegada haguessin estat juntes. Wegener no havia estat el primer a observar-ho (Abraham Ortelius, Francis Bacon, Benjamin Franklin, Snider-Pellegrini, Roberto Mantovani i Frank Bursley Taylor ho havien fet abans), però ell va ser el primer a reunir importants fòssils i evidències paleo-topogràfiques i climatològiques en suport d'aquesta simple observació (que va ser recolzada per investigadors com Alex du Toit). Tanmateix, les seves idees no van ser preses seriosament per molts geòlegs, que varen assenyalar que no hi havia un mecanisme aparent que expliqués la deriva dels continents. En concret, no entenien com el continent podia obrir-se camí a través de la roca molt més densa si ho fes per l'escorça oceànica. Wegener no va poder explicar la força que produïa la deriva continental.
La defensa de la teoria de Wegener va arribar després de la seva mort el 1930. El 1947, un equip de científics dirigit per Maurice Ewing utilitzant el vaixell d'investigació Atlantis i els instruments de la Institució Oceanogràfica Woods Hole, va confirmar l'existència d'un augment a l'oceà Atlàntic central, i va trobar que el fons dels llits marins per sota de la capa de sediments estava format per basalt i no granit que és el principal constituent dels continents. També varen trobar que l'escorça oceànica és molt més prima que l'escorça continental. Tots aquests nous descobriments plantejaven qüestions importants i fascinants.
A partir de la dècada de 1950, alguns científics com Harry Hammond Hess i Victor Vacquier, utilitzant instruments magnètics (magnetòmetres) adaptació dels dispositius desenvolupats per la navegació aèria durant la Segona Guerra Mundial per detectar submaríns, varen començar a reconèixer estranyes diferències magnètica al fons de l'oceà. Aquesta troballa, encara que inesperada, no era del tot sorprenent, ja que se sabia que el basalt -roques volcàniques riques en ferro que formen el sòl de l'oceà- contenien magnetita, un mineral fortament magnètic a curta distància que podia falsejar les lectures de la brúixola. Aquesta distorsió va ser reconeguda pels navegants islandesos ja en el segle xviii. Més important, donat què la presència de magnetita dona al basalt propietats magnètiques mesurables, aquestes descobertes sobre les variacions magnètiques subministraren un altre mitjà per a estudiar el fons oceànic profund. Quan les roques de recent formació es refreden, els materials magnètics registren el camp magnètic terrestre en aquell moment.
A mesura que els fons marins s'anaven cartografiant durant la dècada de 1950, la variació magnètica va resultar no ser fruit de l'atzar o esdeveniments aïllats, sinó que va posar de manifest patrons recognoscibles. Quan aquesta informació va ser cartografiada per a una àmplia regió, el fons de l'oceà va mostrar una patró a franges alternant roques de diferent magnetisme en fileres a ambdós costats de la serralada oceànica: amb una banda d'una polaritat i la franja adjacent amb la polaritat invertida. El patró general, definit per aquestes línies alternes de roca de diferent polaritat, que es coneixen com a bandes magnètiques.
Quan els estrats de roca dels extrems de diferents continents són molt similars, suggereix que aquestes roques es van formar de la mateixa forma que implica que van estar inicialment unides. Per exemple, algunes parts d'Escòcia i Irlanda contenen roques molt semblants a les que es troben a Terranova i Nova Brunswick. A més, les muntanyes caledonianes a Europa i parts dels Apalatxes d'Amèrica del Nord són molt similars en estructura i litologia.

### Teoria de l'expansió del fons oceànic
La teoria de l'expansió del fons oceànic va ser proposada cap a la meitat del segle XX i es fonamenta en observacions geològiques i geofísiques que indiquen que les serralades meso-oceàniques funcionen com a centres on es genera un nou fons oceànic i per això els continents s'allunyen entre si.

## Teoria de la tectònica de plaques
La teoria de la tectònica de plaques va ser desenvolupada principalment entre els anys 50 i 60 i és considerada com la gran teoria unificadora de les ciències de la Terra, ja que explica una gran quantitat d'observacions geològiques i geofísiques d'una manera coherent i elegant. A diferència d'altres teories, la seva concepció no és atribuïda a una sola persona; va ser conseqüència de la col·laboració internacional i de l'esforç de destacats geòlegs, geofísics i sismòlegs que, de manera progressiva, van anar aportant informacions sobre l'estructura dels continents, les conques oceàniques i l'interior de la Terra.
En la dècada de 1960 es van realitzar progressos significatius resultat d'un seguit de descobriments, especialment el de la serralada central Atlàntica. El 1962 el geòleg americà Harry Hammond Hess va publicar un document amb la teoria de la tectònica. El professor de geologia de la Universitat d'Arizona State Robert S. Dietz havia publicat la mateixa idea l'any anterior a la revista Nature, si bé la primícia pertanyia a Hess, ja que havia distribuït un manuscrit inèdit del seu article ja el 1960.
En lloc de considerar que els continents es moguessin a través de l'escorça oceànica (com suggeria la teoria de la deriva continental), Hess va suggerir que una conca oceànica i el seu continent adjacent es mouen conjuntament en la mateixa unitat d'escorça o placa. En el mateix any, Robert R. Abrics del EUA Geological Survey descrivia les principals característiques de l'arc insular de subducció a les illes Aleutianes. El seu informe, encara que va ser poc comentat i fins i tot ridiculitzat en el seu moment, ha estat considerat "seminal" i "clarivident". El 1967 W. Jason Morgan va proposar que la superfície de la Terra consta de 12 plaques rígides que es mouen uns respecte a altres. Dos mesos més tard, el 1968, el francès Xavier Le Pichon va publicar un model basat en 6 grans plaques amb els seus moviments relatius.

### Explicació de les bandes magnètiques

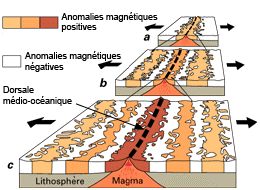
Bandes magnètiques marines

El descobriment de bandes magnètiques en franges simètriques al voltant de les crestes de les dorsals oceàniques aportava una relació entre elles. El 1961, els científics van començar a teoritzar que les marques dorsals oceàniques eren zones estructuralment febles on el sòl oceànic s'esquinçava longitudinalment en dues parts al llarg de la cresta dorsal. Nou magma puja fàcilment de les profunditats de la Terra a través d'aquestes zones febles i finalment esclata al llarg de la cresta de les dorsals per a crear nova escorça oceànica. Aquest procés, més tard anomenat expansió del sol marí, actuava feia molts milions d'anys havia format nous fons oceànics al llarg dels 50.000 km de longitud del sistema de les dorsals oceàniques. Aquesta hipòtesi va ser recolzada per diverses línies de proves: 
1. A prop del cim de la cresta, les roques són molt joves, i són progressivament més velles quan més lluny del cim de la dorsal;
2. Les roques més joves de la cresta sempre tenen la polaritat del moment actual;
3. Les bandes de roca paral·leles a la cresta amb la polaritat magnètica alterna (normal-inversa-normal, etc.), suggereixen que el camp magnètic terrestre s'ha invertit moltes vegades.

En explicar tant el sistema de bandes magnètiques alternes com la creació del sistema de dorsals oceàniques, la hipòtesi de l'expansió del fons marí va ser ràpidament acceptada i representa un altre avenç important en el desenvolupament de la teoria de la tectònica de plaques. A més, l'escorça oceànica ha passat a tenir un gran valor com a "enregistrament natural" de la història dels canvis del camp magnètic terrestre.

### Subducció de les plaques
Una conseqüència important de l'expansió del sòl marí és que la nova escorça es crea contínuament al llarg de les serralades oceàniques. Aquesta idea va trobar gran suport d'alguns científics, en particular, S. Warren Carey, que va afirmar que el desplaçament dels continents es pot explicar simplement per un gran augment en la grandària de la Terra des de la seva formació. Tanmateix, aquesta hipòtesi anomenada "teoria de l'expansió terrestre" és insatisfactòria perquè els seus partidaris no poden aportar mecanismes convincents que produirien una expansió significativa de la Terra. Certament no hi ha proves que la lluna s'hagi ampliat en els últims 3 milions d'anys. Tanmateix, la qüestió segueix sent: com pot ser que aparegui nova escorça contínuament al llarg de les serralades oceàniques sense augmentar la mida de la Terra? 

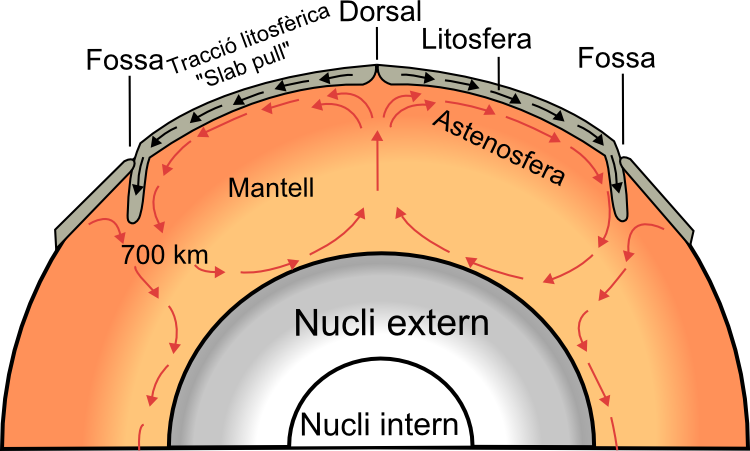
L'escorça oceànica es forma a les dorsals oceàniques, mentre que la litosfera s'enfonsa sota l'astenosfera a les fosses oceàniques

Aquesta qüestió va intrigar en particular a Harry Hess, geòleg de la Universitat de Princeton i almirall de la reserva Naval, i a Robert S. Dietz, un científic del U.S. National Geodetic Survey que va encunyar el terme d'expansió del fons marí. Dietz i Hess estaven entre el petit grup que realment entenia les àmplies conseqüències de l'expansió del sol marí. Si l'escorça terrestre s'ha anat expandint al llarg de les serralades oceàniques, suggeria Hess, s'ha d'estar enfonsant en algun altre lloc. Va suggerir que la nova escorça oceànica es propaga contínuament fora de les crestes com una cinta transportadora en moviment. Molts milions d'anys després, l'escorça oceànica finalment descendeix a la fosses oceàniques - profunds i estrets canons al llarg de la vora de la conca de l'Oceà Pacífic. Segons Hess, l'Oceà Atlàntic s'està expandint, mentre que l'Oceà Pacífic està disminuint. Mentre l'antiga escorça oceànica es consumeix a les fosses, les noves pujades i erupció de magma al llarg de les dorsals s'expandeixen per formar nova escorça. En efecte, les conques oceàniques estan perpètuament sent "reciclades", amb la creació de nova escorça mentre la destrucció de l'antiga litosfera oceànica es produeixen simultàniament. Per tant, les idees d'Hess expliquen clarament per què la Terra no es fa més gran amb l'expansió del sol marí, per què hi ha tan poca acumulació de sediments en el fons de l'oceà, i per què les roques oceàniques són molt més joves que les roques continentals.

## Les proves clàssiques de la tectònica de plaques
Com a conseqüència del reciclatge de la litosfera, les proves de la tectònica de plaques són "ràpidament" destruïdes. Pensem en aquest sentit que les roques de l'escorça oceànica deixen sense cobrir el 96% de la història de la Terra.

### Proves oceàniques
Volum i distribució dels sediments en les conques oceàniques
Suposant que la quantitat de sediments que arriben actualment a les conques oceàniques ha estat semblant en èpoques passades, i acceptant 3.500 m.a. com l'edat dels oceans, hauria d'haver al fons oceànic un gruix mínim de 17 km de sediments. El gruix mitjà real, uns 1,3 km, tan sols és possible si els fons oceànics s'han renovat contínuament com proposa la teoria de tectònica de plaques. Però, a més d'això, este valor mitjà amaga valors extrems: en moltes zones de les dorsals, el nivell 2 de l'escorça oceànica es veu al fons quasi totalment lliure de sediments; això seria impossible si l'escorça de les dorsals no estiguera creant-se contínuament, ja que el dipòsit de partícules és continu, fins i tot a les zones situades tant lluny dels continents. En canvi, a les vores continentals hi ha gruixos sedimentaris de fins a 13 km, amb una notable excepció: les fosses oceàniques. Les fosses o trinxeres oceàniques són un lloc de dipòsit ideal per als sediments, per la qual cosa aquest fet crida l'atenció. L'explicació a esta qüestió és que els sediments que falten a les fosses han estat assimilats en el procés de subducció.
Edat de l'escorça oceànica
Com que els basalts de l'escorça oceànica estan molt alterats, les edats de l'escorça oceànica han de mesurar-se en el nivell 1 (sediments). En projectar aquestes edats obtenim un esquema molt senzill: l'escorça oceànica és molt jove a les dorsals i abasta la seva edat màxima a les costes dels continents, precisament com prediu la teoria de tectònica de plaques (s'han fet milers de datacions de materials oceànics).
Bandejat magnètic
Paleomagnetisme o magnetisme fòssil, característica pròpia dels materials rics en ferro que ha quedat imprès en les roques des del moment de la seva formació. L'estudi del paleomagnetisme de roques cada vegada més antigues ha permès arribar a la conclusió que el camp magnètic dipolar que coneguem a la Terra ha patit molt freqüents canvis de polaritat (inversions).
Sismicitat
A banda de reflectir les propietats de les roques que travessen, les ones sísmiques ens indiques el tipus de moviment de la falla que va produir-les, la qual cosa permet reconstruir l'anomenat mecanisme focal.
Flux tèrmic
Distribució en les conques oceàniques. Com que les dorsals són els centres de creació de litosfera mitjançant fenòmens magmàtics, tenen lògicament un flux tèrmic superior a la mitjana de les planes abissals (entre 2 i 50 vegades més gran) Esta anomalia tèrmica és molt nítida i desapareix a una distància pròxima als 100 km de la dorsal. El flux tèrmic torna a ser elevat en les zones de subducció (no en les trinxeres - fosses-, sinó més enllà) degut a la generació de calor en el procés de subducció (fricció).

### Proves continentals
Històricament, les proves continentals es varen fer servir abans que les oceàniques, senzillament perquè els mètodes d'investigació oceànica encara no s'havien desenvolupat. La majoria de les proves foren acumulades per Alfred Wegener.
L'encaix de Pangea
Wegener va proposar l'existència de Pangea en el passat, un antic supercontinent que agrupava a tots els continents actuals (durant el període Carbonífer, fa uns 350 m.a.) Es tractava d'una hipòtesi fàcilment comprovable: únicament calia veure si les peces del trencaclosques encaixaven formalment. Com es pot veure (dibuix de la pàgina següent) la coincidència geogràfica és prou bona. La importància d'aquesta prova es posa en relleu tenint en compte els següents fets: també trobem la resta de definicions:
- Diversitat de dades coincidents (per exemple: cadenes de muntanyes com les serralades hercíniques formades fa uns 300 m.a. -coincidint amb la formació de Pangea- i situades a les zones de xoc dels continents; massissos granítics d'edat coincident, basalts produïts en processos de fragmentació continental).
- Diversitat de continents implicats (això dona un abast global al procés de formació-fragmentació de Pangea).
- Desaparició brusca de coincidències, a partir del començament de la fragmentació de Pangea.

Proves paleontològiques
Són de diversos tipus: zonalitat (acotació geogràfica de la distribució d'una espècie), convergència-divergència de formes i ruptura d'una província biogeogràfica. Veurem un exemple de cada tipus.
- Zonalitat. Els corals actuals estan limitats a una banda de latituds entre 30 °N i 30° S. (aproximadament la zona intertropical) Tanmateix, els corals fòssils es troben distribuïts entre 80° N i 40° S. Esta distribució constitueix una prova de la posició intertropical en èpoques passades d'alguns blocs continentals, com la península escandinava.
- Convergència-divergència de formes. Fa uns 40 m.a., coincidint amb la col·lisió entre Índia i Euràsia, alguns mamífers procedents d'Euràsia varen migrar cap a Índia.
- Ruptura d'una província biogeogràfica. El Mesosaurus, un rèptil fluvial de grandària menuda i semblant a un cocodril, va viure fa uns 275 m.a. Els seus fòssils es troben únicament a la conca del Paraná i a Namibia- Sud-àfrica Altres exemples de províncies biogeogràfiques disjuntes o fragmentades no tenen una bona explicació. El Brachiosaurus, un dels grans dinosaures, s'ha trobat fòssil en dues zones actualment molt allunyades, Tanzania i Oest dels Estats Units, i amb una edat d'uns 140 m.a. que correspon a una època en la qual Àfrica i Nord- Amèrica ja estaven separades des de feia uns 60 m.a. S'ha proposat una explicació poc satisfactòria basada en una possible migració del Brachiosaurus travessant un istme (Àfrica → Sud-amèrica → Nord-amèrica).

Proves paleoclimàtiques
S'han trobat dipòsits glacials contemporanis en: Sud Amèrica, Àfrica, Índia, Austràlia i l'Antàrtida. Es pensa que són el residu d'un període glacial que va ocórrer entre 320-270 m.a. (Permià) En aquell període els continents al·ludits es trobaven junts i prop del pol Sud. A més d'això, gairebé no hi ha dipòsits glacials del mateix període en l'hemisferi Nord, la qual cosa sembla lògica tenint en compte que Groenlàndia i Nord-amèrica estaven en posició tropical.
La majoria de les anomalies paleoclimàtiques queden resoltes en fer la restitució dels continents a les posicions que ocupaven en el passat. Per exemple: fa 450 m.a. es varen dipositar sals (típiques de climes àrids) en el Nord del Canadà i un mantell glacial (casquet) va recórrer el Nord d'Àfrica. Les dues dades queden resoltes fent una reconstrucció paleogeogràfica d'aquella època. (durant l'ordovicià el pol Sud es trobava en Àfrica nord-occidental, i Canadà es trobava en posició equatorial).
Paleomagnetisme
Una vegada s'ha format una roca amb un cert contingut en minerals fèrrics, el material queda magnetitzat de forma permanent. Diguem que el magnetisme de la roca és l'anomenat magnetisme romanent o paleomagnetisme. Aquest magnetisme té informació sobre les característiques del camp magnètic de la Terra existent en el moment de la formació de la roca. De la mateixa manera que les línies de força del camp magnètic de la Terra tenen una certa inclinació (que varia segons la latitud) el vector magnetisme romanent (MR) també es troba inclinat respecte a un pla horitzontal. La inclinació de MR és ip (inclinació paleomagnètica) i està referida al camp paleomagnètic, és a dir, a l'antic camp magnètic existent quan la roca es va formar. La component horitzontal de MR és PPM (pol paleomagnètic), ja que assenyala la direcció de l'antic pol magnètic. Per altra banda, PM és el pol magnètic actual i dp és la declinació paleomagnètica. Com que la inclinació magnètica canvia amb la latitud, la determinació de ip permet assignar a cada roca una latitud paleomagnètica (si la inclinació és molt gran, la latitud
paleomagnètica de la roca serà un angle prop de 90 °, la qual cosa significa que el pol
paleomagnètic es trobava pròxim al lloc on la roca es va formar) Per altra banda, a partir de la direcció de PPM6 podem definir quina era l'orientació de la roca (i del continent on es va formar) respecte al camp paleomagnètic. El moviment d'un continent tindrà com a conseqüència el moviment aparent dels pols paleomagnètics, ja que el magnetisme romanent (un magnetisme "fossilitzat") no es veu afectat pels successius i posteriors canvis del camp magnètic terrestre. Si canvia la posició d'una roca, canvia l'orientació de MR i per tant, la localització geogràfica del pol paleomagnètic. El moviment dels pols paleomagnètics genera l'anomenada corba de deriva polar aparent7. Per a obtenir esta corba cal prendre mostres del mateix continent d'edats diferents. Per exemple: dues roques, 1 i 2 (la 1 més antiga) generen els vectors MR1 i MR2. De l'anàlisi d'aquests vectors (ip, PPM) podem traure la localització aparent dels pols paleomagnètics. Noteu com el canvi d'orientació del continent, després de la formació de la roca 1 i abans de la formació de la roca 2, afecta a la localització del pol paleomagnètic de la roca 1. La unió dels successius pols paleomagnètics ens donarà la corba de deriva polar aparent. Per altra banda, si dues roques de la mateixa edat s'han format en zones que més tard corresponen a continents independents, la localització aparent dels pols paleomagnètics serà distinta. Com a exemple d'aplicació de les corbes de deriva polar aparent, considerem el cas d'Àfrica i Amèrica del Sud. Cadascun d'aquests continents té una corba de deriva polar aparent entre 400 i 200 m.a. De la mateixa manera que la separació dels continents va produir la separació dels pols paleomagnètics, si sobre el paper tornem a unir els continents, obtindrem la unió de les corbes de deriva polar aparent. Això constitueix una prova de la unió dels dos continents en èpoques passades.
Sismicitat
A les zones de subducció. Sobre aquest punt podem citar dos fets que s'han observat i que constitueixen una prova del moviment relatiu entre plaques litosfèriques:
- La distribució de focus sísmics en un pla inclinat en el sentit de la placa que està subduint.
- Les ones sísmiques es propaguen més ràpidament i de forma més eficaç travessant el pla inclinat corresponent a la placa (litosfera rígida) que en altres direccions. Els terratrèmols, per la profunditat del focus poden classificar-se en:
  - Superficials (< 70 km)
  - Intermedis (70-300 km)
  - Profunds (300-700 km)

La localització dels focus permet dibuixar el perfil (el tall) de la placa que subdueix.

## Llista de grans plaques

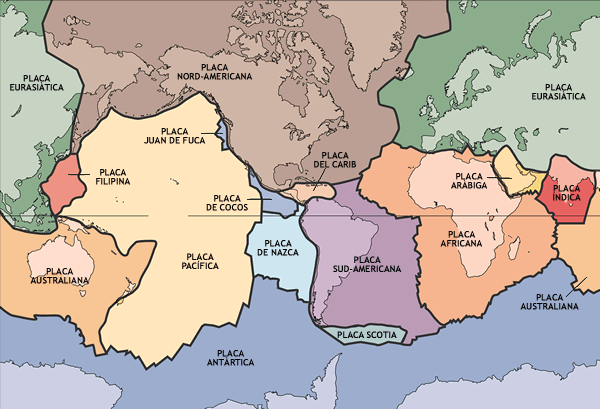
Mapa de les plaques tectòniques.

Existeixen 15 grans plaques, 7 de principals i 8 de secundàries, a més d'unes 40 de més petites (com, per exemple, la placa amúria o de l'Amur).
Les 7 plaques principals són:
- Placa africana
- Placa antàrtica
- Placa australiana
- Placa eurasiàtica
- Placa nord-americana
- Placa sud-americana
- Placa pacífica

Les 8 plaques secundàries són:
- Placa aràbiga
- Placa índica
- Placa del Carib
- Placa filipina
- Placa de Juan de Fuca
- Placa de Nazca
- Placa de Scotia
- Placa de Cocos
- Placa Somali

## Límits de les plaques
Els límits són les vores d'una placa i és on es presenta la major activitat "tectònica" (sismes, formació de muntanyes, activitat volcànica), ja que és en aquestes zones on es produeix la interacció entre plaques. Hi ha tres tipus de límit:
- Divergents. Són límits en els quals les plaques se separen unes de les altres i, per tant, emergeix el magma des de les regions més profundes. És el cas de la dorsal meso-atlàntica formada per la separació de les plaques d'Euràsia i Amèrica del Nord i les de l'Àfrica i Sud-amèrica.
- Convergents. Són límits en els quals una placa xoca contra una altra, formant una zona de subducció, en què la placa oceànica s'enfonsa sota la placa continental, o un cinturó orogènic en el cas que les plaques xoquin i pateixin fenòmens de compressió. Són coneguts també com a "vores actives".
- Transformants. Són límits on les vores de les plaques llisquen una respecte a l'altra al llarg d'una falla de transformació.

En determinades circumstàncies, es formen zones de límit o vora, on s'uneixen tres o més plaques formant una combinació dels tres tipus de límits.

### Límit divergent o constructiu
En els límits divergents, les plaques s'allunyen i el buit que en resulta és omplert per material de l'escorça terrestre, i que sorgeix del magma de les capes inferiors. Es creu que l'aparició de vores divergents en les unions de tres plaques està relacionada amb la formació de punts calents. En aquests casos, s'ajunta material de l'astenosfera a prop de la superfície i l'energia cinètica és suficient per fragmentar la litosfera. El punt calent que va originar la dorsal meso-atlàntica es troba actualment sota d'Islàndia, i el nou material fa créixer l'illa alguns centímetres cada segle.
Un exemple típic d'aquest tipus de límit són les dorsals oceàniques, com per exemple la dorsal meso-atlàntica, i en la part continental, per les esquerdes com la Gran Vall del Rift.

### Límit convergent o destructiu
Les característiques de les vores convergents depenen del tipus de litosfera de les plaques que xoquen. Quan una placa oceànica (més densa) xoca contra una continental (menys densa) la placa oceànica és empesa sota, formant una zona de subducció. A la superfície, la modificació topogràfica consisteix en una fossa oceànica en l'aigua i un grup de muntanyes a terra. Poden formar zones de col·lisió o de subducció
Quan dues plaques continentals col·lideixen, es formen extenses serralades. La cadena de l'Himàlaia és el resultat de la col·lisió entre la placa índica i la placa eurasiàtica. Quan dues plaques oceàniques xoquen, el resultat és un arc d'illes (per exemple, Japó)

### Límit transformant o conservatiu
El moviment de les plaques al llarg de les falles de transformació pot causar considerables canvis a la superfície, especialment quan això succeeix en les proximitats d'un assentament humà. A causa de la fricció, les plaques no llisquen en forma contínua; sinó que s'acumula tensió en ambdues plaques fins a arribar a un nivell d'energia acumulada que sobrepassa el necessari per produir el moviment, l'energia potencial acumulada és alliberada com a pressió o moviment en la falla. A causa de la titànica quantitat d'energia emmagatzemada, aquests moviments ocasionen terratrèmols d'intensitat major o menor.
Un exemple d'aquest tipus de límit és la falla de San Andrés, ubicada a l'oest d'Amèrica del Nord, que és una de les parts del sistema de falles producte de la fricció entre les placa nord-americana i la placa pacífica.
També es pot dir zones transformades.